# Pinhal (Portugalia)
Pinhal - (port. Comunidade Intermunicipal do Pinhal) pomocnicza jednostka administracji samorządowej. W skład zespołu wchodzi 7 gmin (posortowane według liczby mieszkańców): Oliveira do Hospital, Sertã, Arganil, Figueiró dos Vinhos, Pampilhosa da Serra, Pedrógão Grande oraz Castanheira de Pera. W roku 2001 populacja zespołu wynosiła 73 185 mieszkańców.